# Draconarius paraterebratus
Draconarius paraterebratus là một loài nhện trong họ Amaurobiidae.
Loài này thuộc chi Draconarius. Draconarius paraterebratus được Jia-Fu Wang miêu tả năm 2003.